# Iskočni prozor
Iskočni prozor ili skočni prozor (eng. pop-up window) je prozor koji se pojavljuje zbog rada nekog programa, obično kod sharewarea, oglašivačkog softvera, neželjena sadržaja ili nagwarea, ali i kod legitimnih internetskih lokacija. Pojavljuju se automatski bez korisnikova dopuštenja. Veličina im varira, ali rijetko pokriju cijeli zaslon. Neki se otvaraju na vrhu trenutnog prozora, jedna vrsta pojavljuje se na dnu (potprozori). Svaki iskočni prozor nije zloćudan, a pojavljuje se kod nekih komercijalnih stranica. Blokira li se iskočne prozore, može poremetiti funkcionalnost internetske stranice, npr. bankovne kod važnih značajka, ili kod aplikacija koje ih koriste prilikom ispisa dokumenata poput izlaznih računa, isplatnih lista i slično. Internetski preglednici danas uglavnom automatski imaju namješteno blokiranje iskočnih prozora.
Iskočne prozore koristi se i za prikaz autorskog zadatka kod definiranja autorskih alata.
Ipak, pojava iskočnih prozora može ali ne mora biti simptom štetnog softvera (štetnih programa) na računalu.